# Geelschouderwespbij
De geelschouderwespbij (Nomada ferruginata) is een vliesvleugelig insect uit de familie van de bijen en hommels (Apidae). De wetenschappelijke naam van de soort is gepubliceerd in 1767 door Linnaeus.